# HD 173902
HD 173902，又名CD-3413128，SAO 210600、HR 7070，是一颗恒星，视星等为6.62，位于銀經1.06，銀緯-14.66，其B1900.0坐标为赤經18h 42m 38.4s，赤緯-34° -14.66′ 25″。